# Elgin (Illinois)
Elgin es una ciudad ubicada en el condado de Kane en el estado estadounidense de Illinois. En el Censo de 2010 tenía una población de 108.188 habitantes y una densidad poblacional de 1.107,79 personas por km².

## Geografía
Elgin se encuentra ubicada en las coordenadas 42°2′23″N 88°19′18″O / 42.03972, -88.32167. Según la Oficina del Censo de los Estados Unidos, Elgin tiene una superficie total de 97.66 km², de la cual 96.25 km² corresponden a tierra firme y (1.44%) 1.41 km² es agua.

## Demografía
Según el censo de 2010, había 108188 personas residiendo en Elgin. La densidad de población era de 1.107,79 hab./km². De los 108188 habitantes, Elgin estaba compuesto por el 65.95% blancos, el 7.38% eran afroamericanos, el 1.36% eran amerindios, el 5.37% eran asiáticos, el 0.03% eran isleños del Pacífico, el 16.32% eran de otras razas y el 3.59% pertenecían a dos o más razas. Del total de la población el 43.55% eran hispanos o latinos de cualquier raza.